# クロス郡 (アーカンソー州)
クロス郡 (Cross County) はアメリカ合衆国アーカンソー州に位置する郡である。2000年現在、ここの人口は19,526人である。ここの郡庁所在地はWynneである。
クロス郡は1862年11月15日に設立されこの地域の政治的指導者、アメリカ連合国「デビッド・C・クロス大佐」の名を取って命名された。

## 地理
アメリカ合衆国統計局によると、この郡は総面積1,612 km2 (622 mi2) である。このうち1,595 km2 (616 mi2) が陸地で17 km2 (6 mi2) が水地域である。総面積の1.04%が水地域となっている。

### 隣接する郡
- ポインセット郡  (北)
- クリッテンデン郡  (東)
- セントフランシス郡  (南)
- ウッドラフ郡  (西)
- ジャクソン郡  (北西)

## 人口動静
2000年現在の国勢調査で、この郡は人口19,526人、7,391世帯、及び5,447家族が暮らしている。人口密度は12/km2 (32/mi2) である。5/km2 (13/mi2) の平均的な密度に8,030軒の住居が建っている。この郡の人種的構成は白人74.80%、アフリカン・アメリカン23.70%、先住民0.23%、アジア0.31%、太平洋諸島系0.01%、その他の人種0.21%、及び混血0.74%である。人口の0.93%がヒスパニックまたはラテン系である。
この郡内の住民は27.80%が18歳未満の未成年、18歳以上24歳以下が8.50%、25歳以上44歳以下が27.40%、45歳以上64歳以下が22.60%、及び65歳以上が13.70%にわたっている。中央値年齢は36歳である。女性100人ごとに対して男性は94.00人である。18歳以上の女性100人ごとに対して男性は89.40人である。
この郡の世帯ごとの平均的な収入は29,362米ドルであり、家族ごとの平均的な収入は34,044米ドルである。男性は27,880米ドルに対して女性は20,133米ドルの平均的な収入がある。この郡の一人当たりの収入 (per capita income) は15,726米ドルである。人口の19.90%及び家族の16.40%は貧困線以下である。全人口のうち18歳未満の27.90%及び65歳以上の17.50%は貧困線以下の生活を送っている。

## 都市及び町
- チェリーバレー
- ヒッコリーリッジ
- パーキン
- Wynne